# Dschisr az-Zarqa

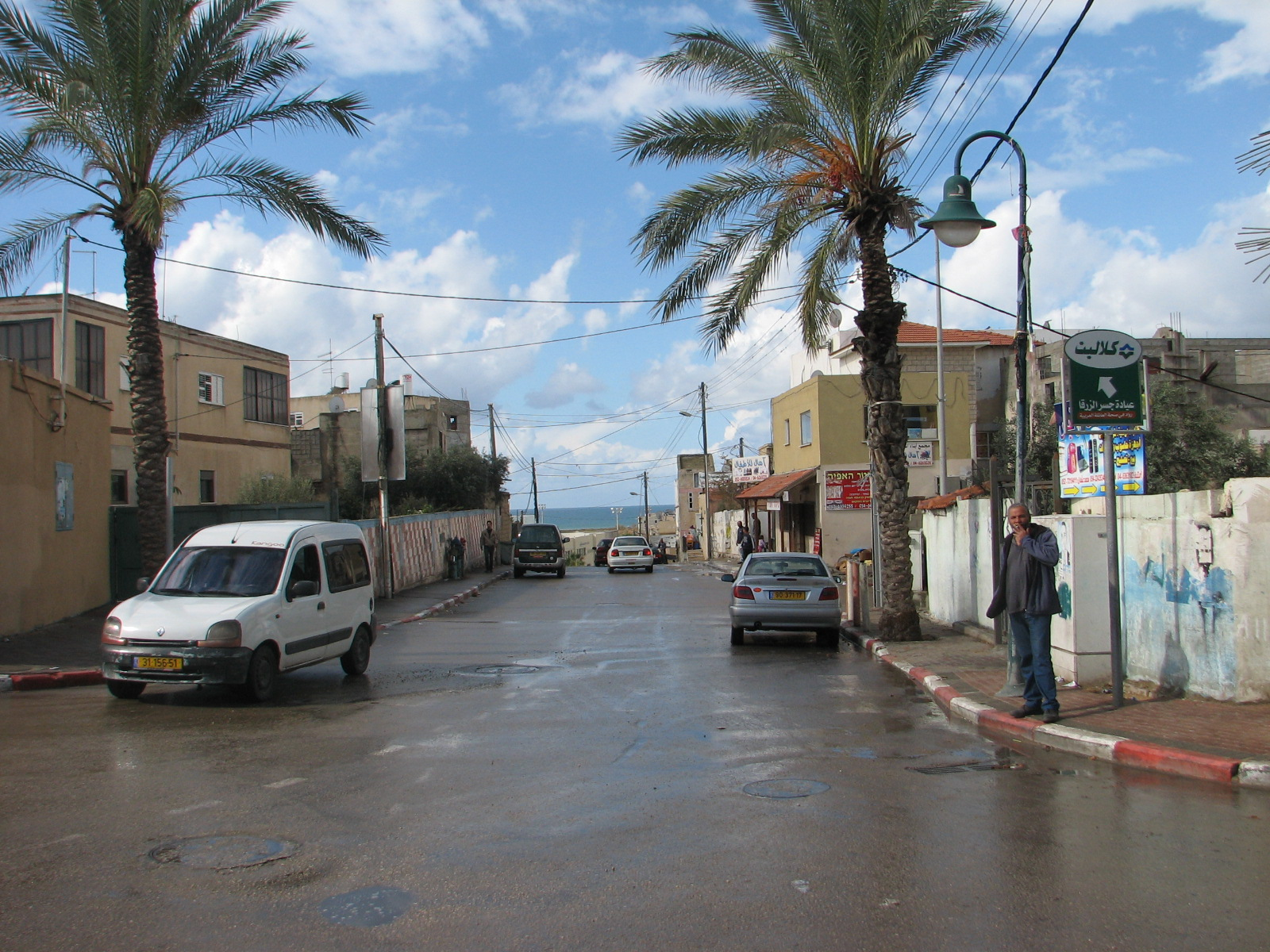
Straßenszene in Dschisr az-Zarqa

Dschisr az-Zarqa (arabisch جسر الزرقاء, DMG Ǧisr az-Zarqāʾ, hebräisch גִ׳סְר א-זַּרְקָא ‚Brücke des Blauen‘ [Flusses]) ist eine Stadt im Bezirk Haifa in Israel. Die Stadt ist die einzige rein arabisch besiedelte Stadt an der israelischen Mittelmeerküste.

## Allgemeines
Im Jahr 2005 waren 11.100 Einwohner registriert, die Einwohnerzahl stieg bis 2018 auf 14.692, die Fläche der Stadt betrug 1,52 km². Dschisr az-Zarqa ist ein Lokalverband und weist somit nicht den rechtlichen Status einer Stadt auf. In der näheren Umgebung befinden sich die Städte Sichron Jaʿaqov und Binjamina sowie die Kibbuzim Beit Chanania und Maʿagan Michaʾel. Die nächste arabische Stadt ist Furaidis. Direkt südlich angrenzend an Dschisr az-Zarqa befinden sich die Nobel-Wohnbezirke von Keisarija, getrennt durch einen aufgeschütteten Erdwall. Aus jüdischer Sicht dient dieser bis zu 5 m hohe und über 1 km lange Erdwall als Schallschutz gegen Muezzinrufe und Freudenschüsse bei Festen sowie als zusätzliches Hindernis gegen Einbrecher aus Dschisr az-Zarqa. Von arabischer Seite wird der Wall als rassistisch bezeichnet, weil Dschisr az-Zarqa durch den Erdwall, die Küste, den Tanninim-Nationalpark und die Schnellstraße Tel Aviv–Haifa komplett eingekreist sei und damit keine natürliche Entwicklungsmöglichkeit habe.
Trotz der guten Lage zählt der Ort zu einer der ärmsten Gemeinden Israels. Die Bevölkerung besteht zum großen aus ursprünglich aus dem Sudan zugewanderten Arabern, sodass es auch eine strikte Abgrenzung gegenüber den palästinensischen Arabern gibt. Ein großes Problem ist daher auch die weit verbreitete Cousinenheirat, die vom arabischen Clan-Denken rührt. Die daraus resultierende mangelnde Bereitschaft zum Wohnsitzwechsel führte zu einer beengten Wohnsituation.
Seit Jahren versucht das Wohnbauministerium ein Bauprojekt für neue Wohnungen auf den Weg zu bringen, um die Situation zu verbessern. Allerdings scheitert dies daran, dass die Gemeinde befürchtet, viele Juden oder reiche Araber von außerhalb der Gemeinde könnten schlussendlich den Zuschlag für diese wegen der Lage sehr begehrten Wohnungen erhalten. Zuletzt wurde vorgeschlagen, den für die ansässige Bevölkerung reservierten Anteil auf 75 Prozent festzulegen.
Im Jahr 2008 beantragte eine Bürgerin von Dschisr az-Zarqa, Mariam Amash, einen neuen Personalausweis. Als Geburtsjahr gab sie 1888 an, womit sie die älteste lebende Person der Welt wäre. Allerdings sind die Aufzeichnungen und Dokumente aus osmanischer Zeit nicht ausreichend, so dass ihr Geburtsjahr nicht bestätigt werden konnte.

## Geographie
Bei Dschisr az-Zarqa mündet der Nachal Tanninim ins Mittelmeer. Der Israel National Trail, der von Süden kommend ab Tel Aviv in Küstennähe bzw. direkt am Ufer entlangführt, verlässt hier die Küste und verläuft über den Karmel weiter Richtung Jesreʾelebene.

## Söhne und Töchter der Stadt
- Taleb Tawatha (* 1992), Fußballspieler